# Luka Sabbat
Pour les articles homonymes, voir Sabbat.
 (octobre 2024).
La mise en forme du texte ne suit pas les recommandations de Wikipédia : il faut le « wikifier ».
Les points d'amélioration suivants sont les cas les plus fréquents. Le détail des points à revoir est peut-être précisé sur la page de discussion.
- Les titres sont pré-formatés par le logiciel. Ils ne sont ni en capitales, ni en gras.
- Le texte ne doit pas être écrit en capitales (les noms de famille non plus), ni en gras, ni en italique, ni en « petit »…
- Le gras n'est utilisé que pour surligner le titre de l'article dans l'introduction, une seule fois.
- L'italique est rarement utilisé : mots en langue étrangère, titres d'œuvres, noms de bateaux, etc.
- Les citations ne sont pas en italique mais en corps de texte normal. Elles sont entourées par des guillemets français : « et ».
- Les listes à puces sont à éviter, des paragraphes rédigés étant largement préférés. Les tableaux sont à réserver à la présentation de données structurées (résultats, etc.).
- Les appels de note de bas de page (petits chiffres en exposant, introduits par l'outil «  Source ») sont à placer entre la fin de phrase et le point final[comme ça].
- Les liens internes (vers d'autres articles de Wikipédia) sont à choisir avec parcimonie. Créez des liens vers des articles approfondissant le sujet. Les termes génériques sans rapport avec le sujet sont à éviter, ainsi que les répétitions de liens vers un même terme.
- Les liens externes sont à placer uniquement dans une section « Liens externes », à la fin de l'article. Ces liens sont à choisir avec parcimonie suivant les règles définies. Si un lien sert de source à l'article, son insertion dans le texte est à faire par les notes de bas de page.
- La présentation des références doit suivre les conventions bibliographiques. Il est recommandé d'utiliser les modèles {{Ouvrage}}, {{Chapitre}}, {{Article}}, {{Lien web}} et/ou {{Bibliographie}}. Le mode d'édition visuel peut mettre en forme automatiquement les références.
- Insérer une infobox (cadre d'informations à droite) n'est pas obligatoire pour parachever la mise en page.

Pour une aide détaillée, merci de consulter Aide:Wikification.
Si vous pensez que ces points ont été résolus, vous pouvez retirer ce bandeau et améliorer la mise en forme d'un autre article.
Luka Sabbat, né le 26 novembre 1997 New York, est un acteur et mannequin franco-américain. Il est surtout connu pour son rôle de Luca Hall dans la série télévisée Grown-ish, dans laquelle il a joué de 2018 à 2022.

## Biographie
Luka est né dans le Lower East Side de Manhattan, à New York. Le père de Sabbat était designer et sa mère était styliste et recruteuse de mannequins pour John Galliano et Dior,. Sa famille a déménagé à Paris quand il avait trois ans et il est resté dans cette ville durant la majeure partie de son adolescence,.
Sabbat se souvient d'avoir été assis au premier rang lors de défilés de mode dès l'âge de trois ans,. Des mannequins, comme Lara Stone, prenaient soin de lui lorsqu'il était dans les coulisses. Il a commencé à fumer des cigarettes à l'âge de douze ans. Tom Ford a offert à Sabbat un smoking qu'il a porté à son bal de fin d'année au lycée.
À l'âge de quinze ans, Sabbat a été approché par un recruteur de mannequins dans les rues de New York. Il a signé un contrat avec ReQuest Model Management et a obtenu sa première campagne de promotion en une semaine.
Il est diplômé de la Lower Manhattan Arts Academy en 2015,. Après avoir terminé le lycée il a brièvement fréquenté l'université mais a abandonné ses études avant la fin du premier semestre.

## Carrière
Sabbat défile pour la première fois en 2015 pour le défilé Yeezy Season One, la première collection de Kanye West avec Adidas. Sabbat avait été présenté à West par Virgil Abloh seulement quelques jours avant l’événement alors que West était encore à la recherche de mannequins masculins. En 2016, il défile pour Dolce & Gabbana aux côtés de sa petite amie de l'époque, le mannequin Adriana Mora. Sabbat et Mora ont également joué ensemble dans une campagne publicitaire Hugo Boss.
En 2018, Sabbat a fait ses débuts d'acteur dans la série télévisée Grown-ish, jouant le rôle récurrent de Luca Hall. Le créateur de la série, Kenya Barris, a rencontré Sabbat à Soho House et a créé le personnage en se basant sur Sabbat. Après un accueil très favorable de la part des fans au personnage de Sabbat dans la première saison, son rôle est passé d'un rôle récurrent à un rôle principal. En août 2018, il a été nommé pour Choice Breakout TV Star pour son rôle de Luca Hall aux Teen Choice Awards 2018. 
En octobre 2018, Sabbat a été poursuivi par Snap Spectacles en raison d'un échec de la promotion de leur produit sur le compte Instagram de l'acteur. Le plaignant prétendait qu'en septembre 2018, Sabbat avait accepté de publier trois stories Instagram et un message sur son fil  dans lesquels il porterait les lunettes de la marque. Ils ont affirmé que Sabbat n'avait cependant créé qu'une seule story Instagram et une seule publication sur son fil d'actualité. Le procès allègue également que Sabbat était également censé être photographié portant les lunettes pendant les Fashion Weeks de Milan ou de Paris. La société a demandé un remboursement de 45 000 $ et a réclamé 45 000 $ supplémentaires en dommages et intérêts pour le manquement de Sabbat à mener à bien le partenariat.
En février 2019, Sabbat comptait plus de 377 000 abonnés sur Twitter et plus de 1,6 million d'abonnés sur Instagram. En août 2019, Sabbat a de nouveau été nommé dans la catégorie Choice Summer TV Actor aux Teen Choice Awards 2019 pour son rôle dans Grown-ish.

## Filmographie
| Année        | Titre                           | Rôle  | Remarques       |
| ------------ | ------------------------------- | ----- | --------------- |
| 2019         | The Dead Don't Die              | Zack  | [ 8 ]           |
| 2022         | Sharp Stick                     | Arvin | [ 9 ]           |
| 2024         | The Trainer                     |       | [ 10 ]          |
| À déterminer | Father, Mother, Sister, Brother |       | Post-production |

| Année     | Titre     | Rôle      | Remarques |
| --------- | --------- | --------- | --------- |
| 2018–2022 | Grown-ish | Luca Hall | [ 11 ]    |